# اکتورز (گروه موسیقی)
اکتورز (به انگلیسی: ACTORS) گروهٔ موسیقی پست-پانک کانادایی اهل ونکوور، بریتیش کلمبیا می‌باشد که در سال ۲۰۱۲ به‌وجود آمد. اعضای گروه متشکل از بنیان‌گذار جیسون کوربت (خواننده و گیتار)، شانن همت (کیبورد و هم‌خوان)، کندال وودینگ (بیس و هم‌خوان) و آدام فینک (درام) است. نخستین آلبوم آن‌ها در سال ۲۰۱۸ تحت عنوان آن به سمت تو خواهد آمد منتشر گردید و آلبوم دومشان نیز تحت عنوان اعمال عبادی در سال ۲۰۲۱ منتشر شد.

## سبک موسیقی
موسیقی اکتورز با پست-پانک و چندین سبک مرتبط، از جمله دارک ویو، موج نو و سینث‌پاپ مرتبط دانسته شده است. وقتی در سال ۲۰۱۹ دربارهٔ صدای اکتورز از کوربت پرسیده شد، او گفت: «ما خودمون رو به‌طور شوخ‌طبعانه «پست-پست-پانک» می‌نامیم و تأثیراتمون ترکیبی از موسیقی پاپ اوایل دههٔ ۸۰ تا موسیقی دارک ویو معاصره. در واقع، من فقط اون چیزی رو می‌نویسم که می‌خوام و موسیقی همون‌طوری درمیاد که به نظر می‌رسه. ما قصد نداریم به طور خاص شبیه هیچ سبک مشخصی باشیم.»